# Schneppendahler Siepen
Das Naturschutzgebiet Schneppendahler Siepen liegt auf dem Gebiet der kreisfreien Stadt Remscheid in Nordrhein-Westfalen.
Das Gebiet erstreckt sich östlich der Kernstadt von Remscheid im Stadtteil Lennep – östlich des Wohnquartiers Hasenberg. In unmittelbarer Nachbarschaft liegen etwas südwestlich das ca. 27 ha große Naturschutzgebiet Panzertal (RS-008) und östlich das ca. 105 ha große Naturschutzgebiet Feldbachtal (RS-004). Der im Panzertal an das Naturschutzgebiet angrenzende Auwald ist im Landschaftsplan der Stadt Remscheid als Naturdenkmal ausgewiesen.

## Bedeutung
Das etwa 6,14 ha große Gebiet wurde im Jahr 2003 unter der Schlüsselnummer RS-010 unter Naturschutz gestellt.
Es handelt sich um ein offenes, als Grünland genutztes Siepental, in dem sich durch die bereits lang andauernde Beweidung eine breitere feuchte Talsohle ausgeprägt hat. Die angrenzenden Hangbereiche weisen zum Teil magere Standorte auf.
Die Schutzausweisung erfolgt insbesondere zur Erhaltung des naturnahen Quellsiepens und seiner an die speziellen Lebensbedingungen angepassten Flora und Fauna sowie zur Erhaltung der Lebensstätte der an Feucht- und Nasswiesen angepassten, stark gefährdeten Sumpfschrecke. Zudem zeichnet sich das Siepental durch seine Seltenheit, besondere Eigenart und Schönheit aus. Zu erhaltende und zu schützende Lebensräume und Strukturen sind hier vor allem binsenreiche Nass- und Feuchtweiden, Magerweiden, eine Quelle sowie ein Bachoberlauf im Mittelgebirge.

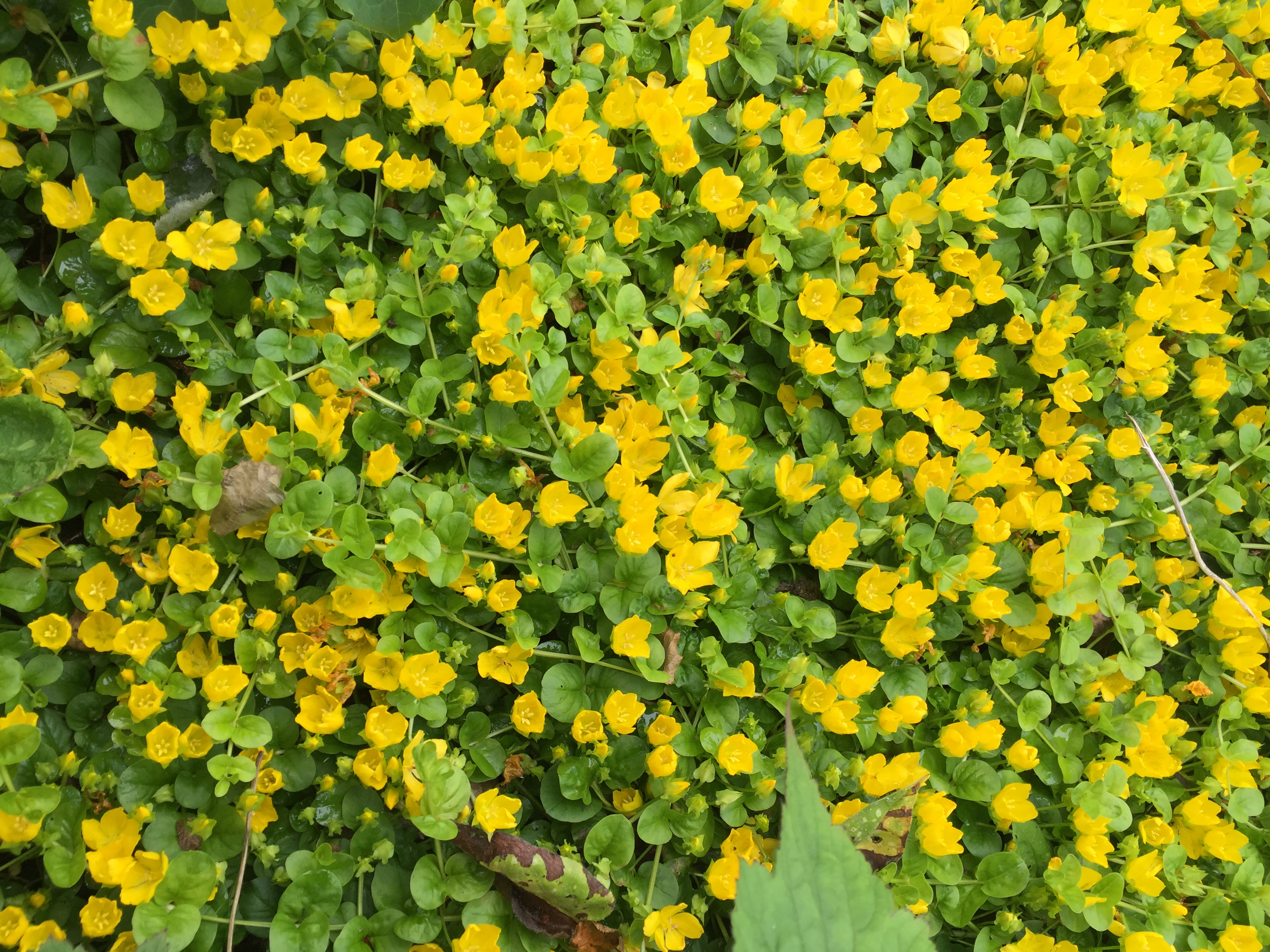
Pfennigkraut (Lysimachia nummularia)
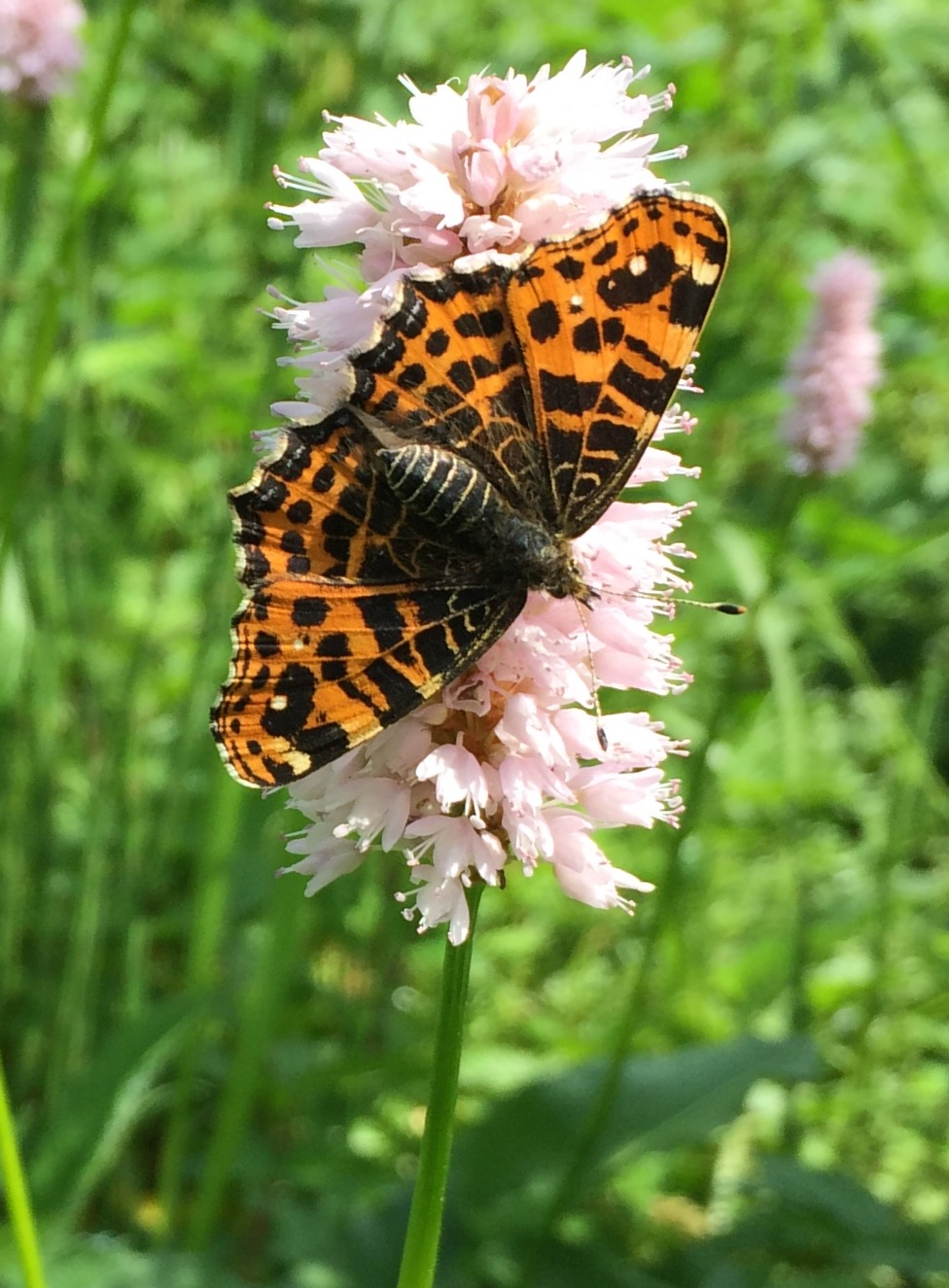
Landkärtchen auf Schlangen-Knöterich
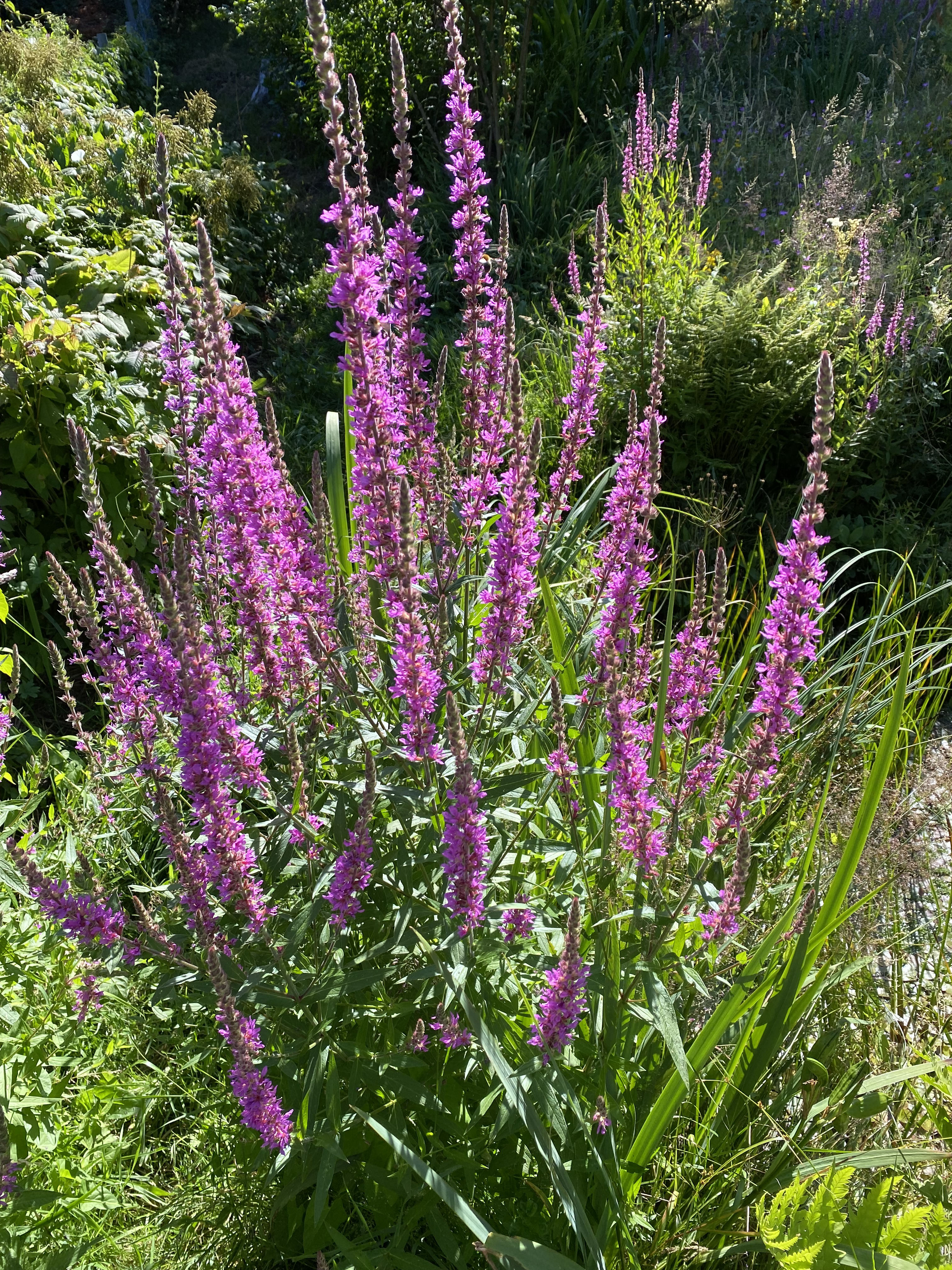
Blut-Weiderich (Lythrum salicaria)
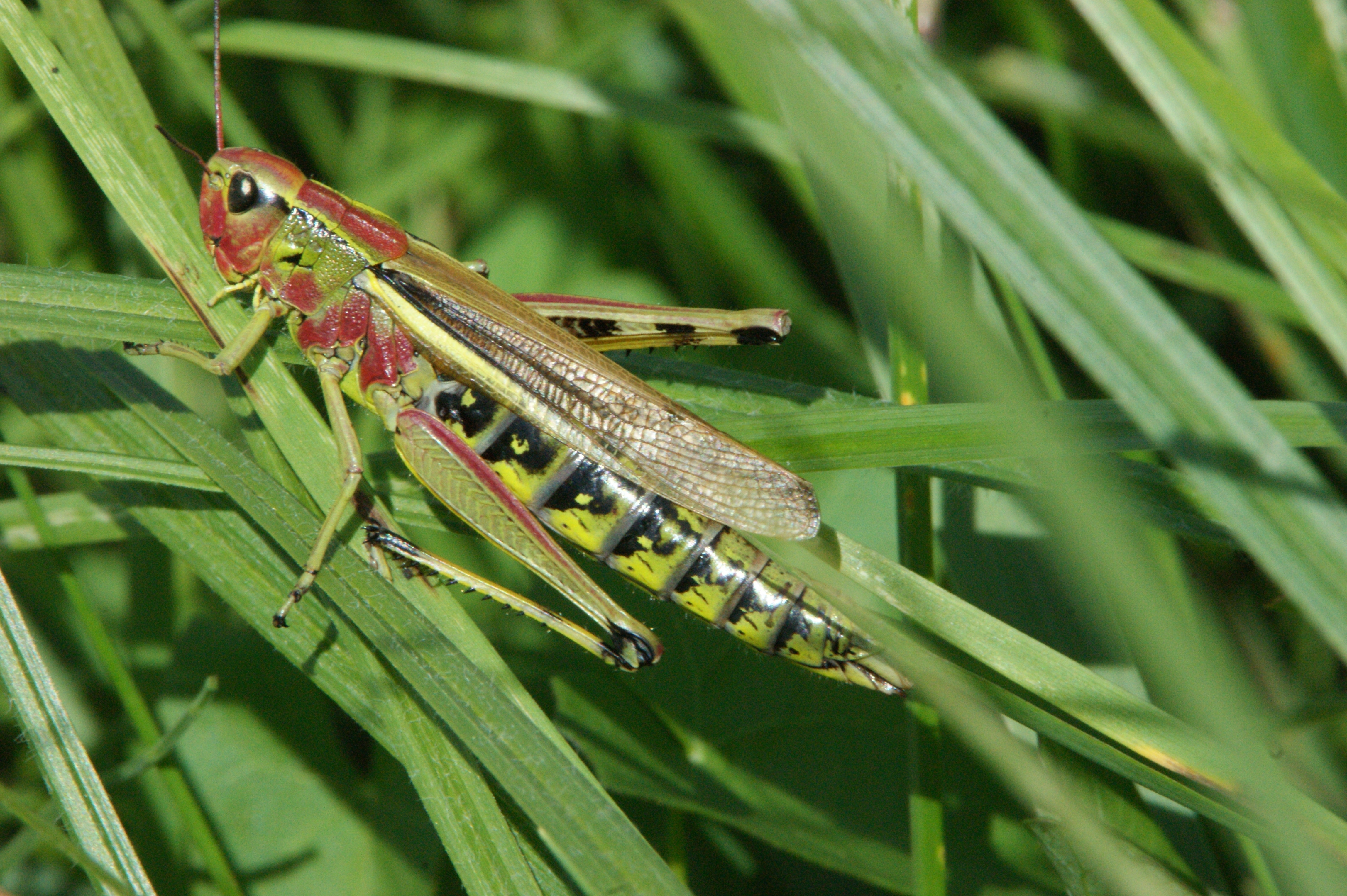
Sumpfschrecke (Stethophyma grossum) in Paarungsfärbung
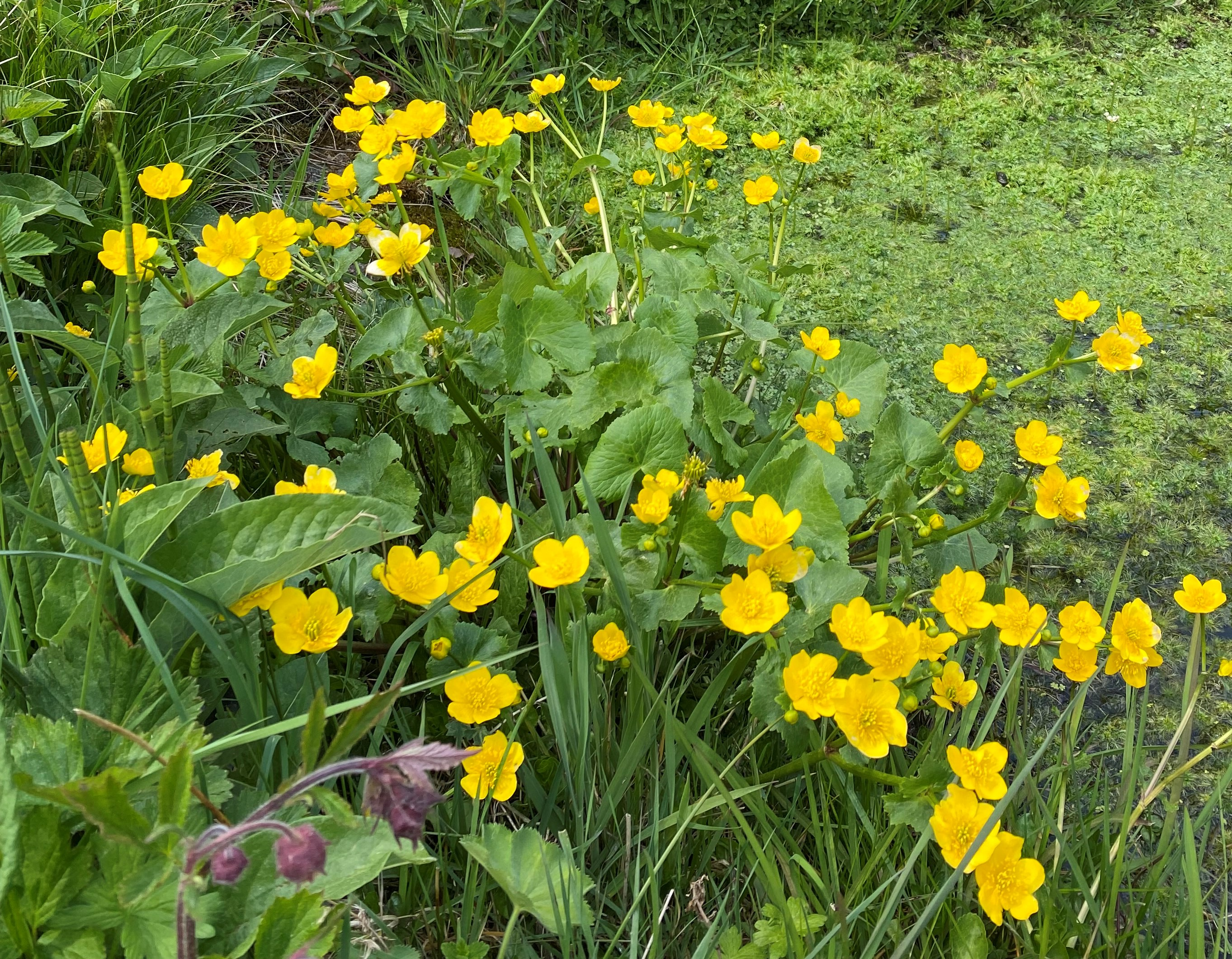
Sumpf-Dotterblume (Caltha palustris)